# Si je réponds pas, c'est que je suis mort

Si je réponds pas, c'est que je suis mort  est un film  français réalisé par Christine Van de Putte, en 1982

## Synopsis
Une petite phrase de Jean Eustache trouvée sur sa porte le jour de son suicide est devenue un film.

## Fiche technique
- Titre : Si je réponds pas, c'est que je suis mort
- Réalisation : Christine Van de Putte
- Scénario : Christine Van de Putte
- Assistant réalisateur : Philippe Díaz
- Production : Garance
- Pays :  France
- Langue : Français
- Format : Couleur
- Genre : drame
- Durée : 30 min

## Distribution
- Gérard Blain : Gérard
- Michel Van de Putte : Michel
- Catherine Frot : Louise
- Dominique Pinon : l'ouvrier qui aurait voulu être étudiant
- Gabrielle Lazure : la femme dans le bus
- Jean-François Derec

## Distinctions
Le film a reçu le Prix de la Presse de Clermont-Ferrand en 1983.